# Kim Hye-jun
Kim Hye-jun (Hangul: 김혜준, RR: Gim Hye-joon) es una actriz surcoreana.

## Primeros años
Estudió teatro y cine en la Universidad de Hanyang (Hanyang University).

## Carrera
Es miembro de la agencia AND Entertainment.
El 21 de noviembre de 2016 apareció por primera vez como invitada de la serie Romantic Doctor, Teacher Kim, donde dio vida a Jang Hyun-joo, la aprendiz del doctor Kim Sa-boo (Han Suk-kyu).
En julio de 2017 se unió al elenco recurrente de la serie Reunited Worlds, donde interpretó a la estudiante Sung Soo-ji, la hermanastra menor de Sung Hae-sung (Yeo Jin-goo). La actriz Choi Yoo-ri dio vida a Soo-ji de pequeña.
En diciembre del mismo año se unió al elenco recurrente de la serie Just Between Lovers (también conocida como "Rain or Shine"), donde dio vida a Lee Jae-young, la hermana menor de Lee Kang-doo (Lee Jun-ho) quien es doctora en un hospital local.
En octubre de 2018 se unió al elenco recurrente de la serie Matrimonial Chaos, donde interpretó a Kang Ma-roo, la hermana menor de Kang Hwi-roo (Bae Doona).
En enero de 2019 se unió al elenco recurrente de la primera temporada de la serie Kingdom, donde dio vida a la Reina Consorte Cho, la hija de Cho Hak-ju (Ryu Seung-ryong), hermana de Cho Beom-il (Jung Suk-won) y madrastra de Lee Chang (Ju Ji-hoon), una mujer desesperada por asegurar su poder sobre el trono dando a luz a un hijo que desplazaría al príncipe heredero legítimo, hasta el final de la segunda temporada el 13 de mayo de 2020.
El 22 de julio de 2020 se unió al elenco principal de la serie CHIP-IN, donde interpretó a Yoo Bit-na, una joven estudiante y la hija de Kim Ji-hye (Oh Na-ra), hasta el final de la serie el 13 de agosto del mismo año.
El 30 de octubre de 2021 se unió al elenco principal de la serie Inspector Koo (también conocida como "A Wonderful Sight" y "Sightseeing"), donde da vida a la joven estudiante y asesina en serie Song Yi-kyung.

## Filmografía

### Series de televisión
| Año     | Título                   | Personaje                   | Canal   | Notas                            | Ref.                 |
| ------- | ------------------------ | --------------------------- | ------- | -------------------------------- | -------------------- |
| 2015    | Lily Fever               | Kim Kyung-joo               |         | 9 episodios                      |                      |
| 2016-17 | Kim, el doctor romántico | Jang Hyun-joo               | SBS     | 3 episodios - aparición especial |                      |
| 2017    | Green Fever              | Wan-seon                    |         | 12 episodios                     |                      |
| 2017    | Reunited Worlds          | Sung Soo-ji (a los 19 años) | SBS     |                                  |                      |
| 2017-18 | Just Between Lovers      | Dra. Lee Jae-young          | JTBC    | 9 episodios                      |                      |
| 2018    | Matrimonial Chaos        | Kang Ma-roo                 | KBS2    | 29 episodios                     |                      |
| 2019    | Kingdom                  | Reina Consorte Cho          | Netflix | Serie web en 6 episodios         | [ 11 ]               |
| 2020    | Kingdom 2                | Reina Consorte Cho          | Netflix | Serie web en 6 episodios         | [ 12 ] [ 13 ]        |
| 2020    | CHIP-IN                  | Yoo Bit-na                  | MBC     | 8 episodios                      | [ 14 ] [ 15 ]        |
| 2021    | Inspector Koo            | Song Yi-kyung ("Kei")       | JTBC    | 12 episodios                     | [ 16 ] [ 17 ]        |
| 2022    | Connect                  | Lee I-rang                  | Disney+ | Serie web en 6 episodios         | [ 18 ] [ 19 ]        |
| 2024    | Una tienda para asesinos | Jeong Ji-an                 | Disney+ | Serie web en 8 episodios         | [ 20 ] [ 21 ] [ 22 ] |

### Películas
| Año  | Título                    | Personaje                 | Notas                                                                                        |
| ---- | ------------------------- | ------------------------- | -------------------------------------------------------------------------------------------- |
| 2017 | Superpower Girl           | Gong Mi-na                |                                                                                              |
| 2017 | KAFA - A Transfer Student | -                         | (cortometraje)                                                                               |
| 2017 | Days                      | -                         |                                                                                              |
| 2018 | Herstory                  | Amiga de Hye-soo          | junto a Kim Hee-ae, Kim Hae-sook, Ye Soo-jung, Moon Sook, Kim Sun-young y Lee Seol           |
| 2018 | After Spring              | Hyang-yi                  | [ 23 ]                                                                                       |
| 2019 | Another Child             | Kwon Joo-ri               | junto a Yum Jung-ah, Kim So-jin, Park Se-jin, Kim Yoon-seok, Kim Hee-won y Lee Hee-joon      |
| 2019 | Metamorphosis             | Park Sun-woo              |                                                                                              |
| 2021 | Sinkhole                  | Eun-joo                   | junto a Cha Seung-won, Kim Sung-kyun, Lee Kwang-soo, Kwon So-hyun, Nam Da-reum y Lee Hak-joo |
| 2022 | Season of You and Me      | Primer Amor de Yoo Jae-ha | junto a Kim Dong-hee, Yoo Jae-myung, Jin Seon-kyu y Lee Jae-in                               |

### Programas de variedades
| Año  | Título                               | Notas                 |
| ---- | ------------------------------------ | --------------------- |
| 2016 | Saturday Night Live Korea - Season 7 | (ep. #1-18) - miembro |
| 2019 | Running Man                          | (ep. #463) - invitada |

### Aparición en videos musicales
| Año  | Intérprete(s)           | Canción       | Notas |
| ---- | ----------------------- | ------------- | ----- |
| 2016 | Jay Park & KIRIN (기린) | "City Breeze" |       |

### Anuncios (CF)
| Año | Título              | Notas |
| --- | ------------------- | ----- |
| -   | LG DIOS             |       |
| -   | innisfree           |       |
| -   | Bacchus             |       |
| -   | GALAXY A            |       |
| -   | VONO Soup           |       |
| -   | Too Cool For School |       |
| -   | Chocopie            |       |
| -   | GALAXY Note 4       |       |

## Premios y nominaciones
| Año  | Premio                      | Categoría                                                     | Trabajo       | Resultado | Ref.          |
| ---- | --------------------------- | ------------------------------------------------------------- | ------------- | --------- | ------------- |
| 2019 | 28th Buil Film Award        | Mejor actriz revelación                                       | Another Child | Nominada  | [ 26 ] [ 27 ] |
| 2019 | 40th Blue Dragon Film Award | Mejor actriz revelación                                       | Another Child | Ganadora  | [ 28 ]        |
| 2020 | 56th Baeksang Arts Award    | Mejor actriz revelación (Cine)                                | Another Child | Nominada  | [ 29 ]        |
| 2020 | 14th Asian Film Award       | Mejor principiante                                            | Another Child | Nominada  | [ 30 ]        |
| 2020 | 39th MBC Drama Award        | Premio a la excelencia, actriz en miniserie de lunes y martes | CHIP-IN       | Nominada  |               |
| 2020 | 39th MBC Drama Award        | Mejor actriz revelación                                       | CHIP-IN       | Ganadora  | [ 31 ]        |
| 2021 | Asia Model Awards           | Mejor actriz revelación                                       | Inspector Koo | Ganadora  | [ 32 ]        |
| 2022 | 58th Baeksang Arts Award    | Mejor actriz revelación                                       | Inspector Koo | Ganadora  | [ 33 ] [ 34 ] |